# 井口洋
井口 洋（いぐち ひろし、1942年6月22日 - 2023年2月26日）は、日本文学者、奈良女子大学名誉教授。位階は従四位。
学歴: 和歌山市立本町小学校、同伏虎中学校、和歌山県立桐蔭高等学校

## 経歴
和歌山市生まれ。1965年京都大学文学部国文科卒、1971年同大学院文学研究科博士課程満期退学。96年「西鶴試論」で京大文学博士。帝塚山短期大学講師、奈良女子大学助教授、教授、副学長。2006年定年退官、名誉教授。
2023年2月26日、急性心臓死のため死去。80歳没。死没日付をもって従四位に叙され、瑞宝小綬章を追贈された。

## 著書

### 単著
- 『近松世話浄瑠璃論』和泉書院 1986
- 『西鶴試論』和泉書院 1991

### 校訂など
- 秦石田著 中井藍江画『播州名所巡覧図絵』校訂：柳原書店 1974
- 秋里籬島『都林泉名勝図会』校訂 柳原書店 1975
- 『上方巷談集』松原秀江、多治比郁夫、大橋正叔編 上方芸文叢刊刊行会 1982
- 『新日本古典文学大系 近松浄瑠璃集』原道生、松崎仁、大橋正叔共校注 岩波書店 1995

## 参考
- 井口洋教授研究業績目録 奈良女子大学文学部研究教育年報 2006-03-31
- 『西鶴試論』著者紹介